# کلود ریان
کلود ریان (فرانسوی: Claude Ryan‎؛ ۲۶ ژانویه ۱۹۲۵ – ۹ فوریه ۲۰۰۴)، سیاستمدار و روزنامه‌نگار ایرلندی‌تبار کانادایی و رهبر حزب لیبرال استان کبک بود.